# Gian Lorenzo Bernini
(Urbano VIII)
Gian Lorenzo Bernini (Napoli, 7 dicembre 1598 – Roma, 28 novembre 1680) è stato uno scultore, urbanista, architetto, pittore, scenografo, commediografo e costumista italiano.

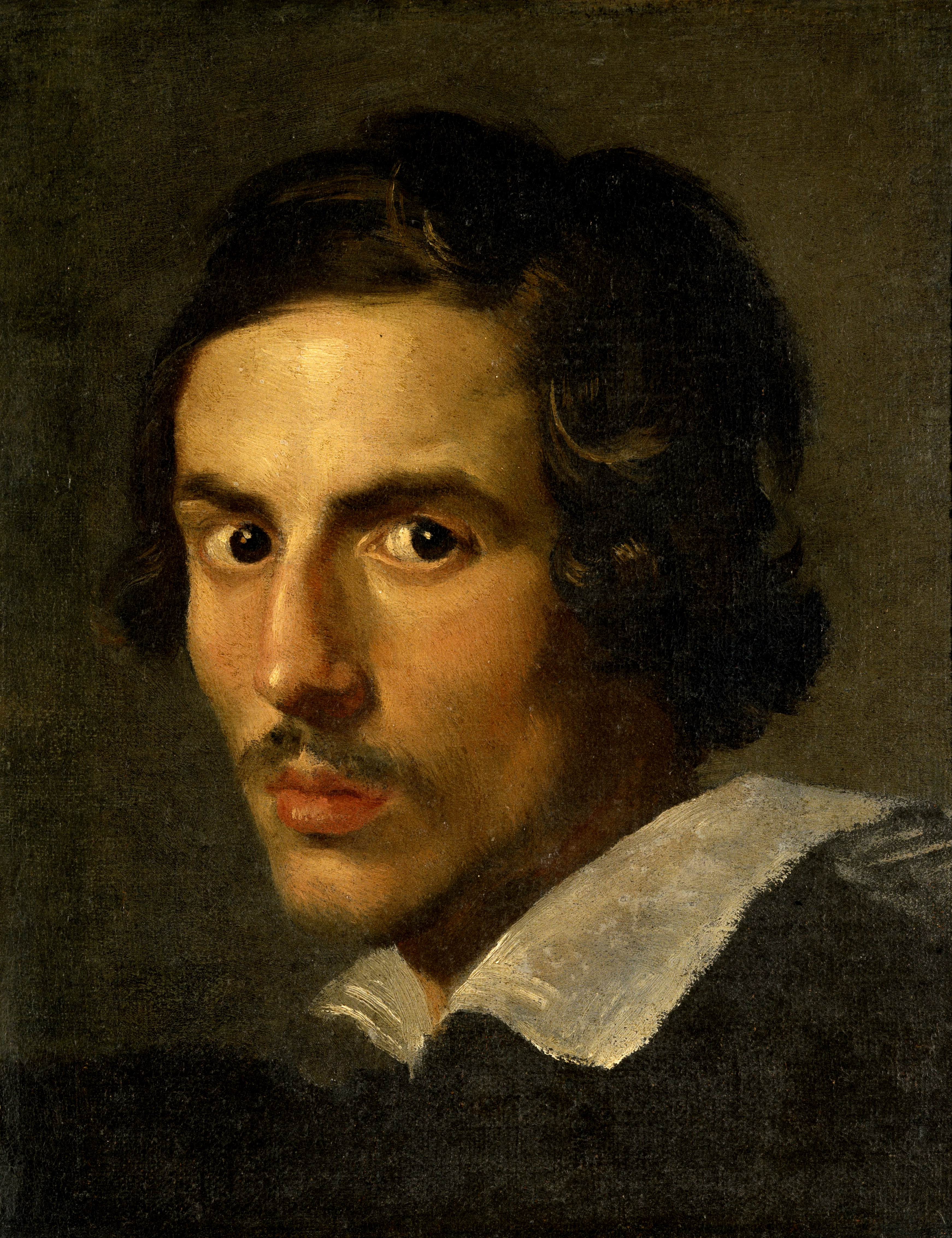
Gian Lorenzo Bernini, Autoritratto (1623 circa); olio su tela, 38 × 30 cm, Galleria Borghese, Roma

Artista poliedrico e multiforme, Bernini è considerato il protagonista della cultura figurativa barocca. La sua opera conobbe un clamoroso successo e dominò la scena europea per più di un secolo dopo la morte; analogamente, l'influenza di Bernini sui contemporanei e sui posteri fu di enorme portata.

## Biografia

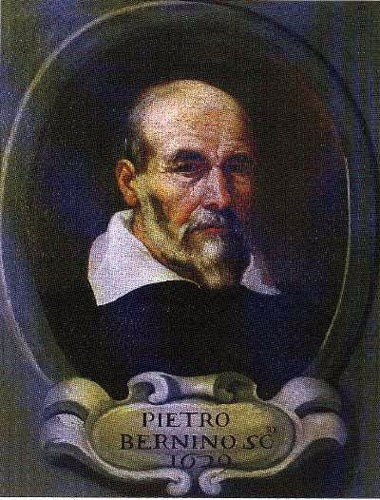
Ritratto di Pietro Bernini, padre di Gian Lorenzo

### Giovinezza
Gian Lorenzo Bernini nacque a Napoli il 7 dicembre del 1598, primo figlio maschio dell'artista tardo manierista fiorentino Pietro Bernini e della napoletana Angelica Galante. Il giovane Gian Lorenzo trascorse i primissimi anni della propria fanciullezza a Napoli, dove il padre Pietro si era trasferito su invito del viceré per lavorare alla certosa di San Martino; Bernini si avvicinò al mondo della scultura proprio nella città partenopea, accompagnando papà Pietro al cantiere e guardandolo affascinato mentre si cimentava nei marmi.
Nel 1606 Pietro Bernini si trasferì con la numerosa famiglia a Roma, dove l'aveva chiamato papa Paolo V. La formazione del Bernini avvenne, appunto, nell'ambito artistico romano, sotto la guida del padre Pietro, il quale fu pienamente in grado di valorizzare il precoce talento del figlio insegnandogli i primi rudimenti della scultura. In quegli anni Pietro Bernini era completamente assorbito nel cantiere della Cappella Paolina in Santa Maria Maggiore, voluta da papa Paolo V per ospitarvi il proprio monumento funebre e quello del predecessore Clemente VIII; qui era attiva una cospicua mole di pittori, scultori e decoratori, sapientemente coordinati dall'architetto Flaminio Ponzio. L'accorta regia di Ponzio offrì al giovane Gian Lorenzo spunti di riflessione concreti sull'organizzazione di un cantiere collettivo e sull'importanza di un efficiente lavoro di gruppo, da intendersi come un progetto unitario dove fondere architettura, pittura e scultura, e non come la somma di singoli interventi autonomi: in futuro Bernini avrebbe diretto numerosi cantieri, e quest'intuizione sarebbe stata vincente.
Nel frattempo Gian Lorenzo, inizialmente semplice discepolo di papà Pietro, ne divenne un fattivo collaboratore; padre e figlio lavorarono unitamente nel Priapo e Flora di Villa Borghese (dove Gian Lorenzo realizzò le ceste di frutta, con una chiara attenzione al modello naturalista caravaggesco), nella decorazione della Cappella Barberini in Sant'Andrea della Valle e nel Fauno che scherza con i due amorini, dove il retaggio dell'antichità viene rivisitato dai due in chiave moderna. I primi saggi della sua attività di scultore sono da porsi invece fra il 1614 e il 1619, quando in completa autonomia Gian Lorenzo realizzò il San Lorenzo sulla graticola (1614 circa) e il San Sebastiano (1617), dove si avverte una piena adesione ai motivi classici e una prepotente presa di distanze dal gusto tardo-manierista proprio di papà Pietro.

### Il sodalizio con Scipione Borghese
Tramite il padre, che ben pubblicizzava il figlio, Gian Lorenzo entrò in contatto con il suo primo committente, il cardinale fiorentino Maffeo Barberini, che gli commissionò dapprima alcuni interventi su una delle Pietà incompiute di Michelangelo Buonarroti e poi la realizzazione di quattro putti per la cappella di famiglia in Sant'Andrea della Valle.
La qualità delle sue opere si attirò le attenzioni di un altro porporato, Scipione Caffarelli-Borghese, che nel 1618 decise di scommettere sul Bernini - all'epoca appena ventenne - affidandogli l'esecuzione di un piccolo busto raffigurante lo zio Paolo V. Acceso dalla genialità del giovane scultore, Scipione ne divenne un entusiasta mecenate, commissionandogli la realizzazione di opere che lo tennero impegnato dal 1618 al 1625. In questo lustro, infatti, Bernini diede prova della perizia raggiunta nelle sculture licenziando il gruppo raffigurante Enea, Anchise e Ascanio fuggitivi da Troia (1618-1619), il Ratto di Proserpina (1621-1622), il David (1623-1624) e l'Apollo e Dafne (1622-25); queste sculture andarono tutte a ornare la lussuosa villa di Scipione Borghese fuori Porta Pinciana, «oggetto di stupore come una meraviglia del mondo». Intanto, la fama del Bernini andava sempre più consolidandosi:
(Fulvio Testi, Lettera al conte Francesco Fontana)
Fra i vari ritratti-busto realizzati da Bernini in questo periodo, uno in particolare riscosse uno sfolgorante successo. Si tratta di quello raffigurante il prelato spagnolo Pedro Foix de Montoya. L'aneddotica del tempo riporta che il Montoya invitò diversi amici e conoscenti ad ammirare l'opera e che uno di questi esclamasse, colpito dalla vita e naturalezza del marmo: «Questo è il Montoya pietrificato!».
Analogamente, quando finalmente sopraggiunse Montoya, il cardinale Maffeo Barberini si rivolse al busto e disse: «Ora questo è il monsignore» e quindi, accostandosi al prelato, lo sfiorò e disse: «e questo è un ritratto somigliantissimo».
Oltre che nella scultura di grandi dimensioni, Bernini negli anni venti raggiunse risultati notevoli anche nella produzione di «ritratti teste con busto». In questo genere, Bernini realizzò ritratti straordinariamente vivi, con le espressioni dei visi, i gesti dinamici dei corpi e le pose drammatiche che restituivano all'opera una propria individualità psicologica, in netta antitesi con i busti severi e compassati che circolavano all'epoca: «[bisogna] far che un marmo bianco pigli la somiglianza di una persona, che sia colore, spirito, e vita», avrebbe poi detto trent'anni dopo.
Altre realizzazioni di questo periodo furono il materasso che scolpì per l'Ermafrodito dormiente (1620), il restauro delle parti mutile del Fauno Barberini e alcuni interventi nella sezione inferiore dell'Ares Ludovisi.

### Il mecenatismo illuminato di Urbano VIII
Altrettanto importante per l'affermazione artistica del Bernini fu l'ascesa al soglio pontificio del suo primissimo mecenate, Maffeo Barberini, nel 1623 divenuto papa con il nome di Urbano VIII, che subito convocò l'artista in Vaticano e gli si rivolse così: «È gran fortuna la vostra, o Cavaliere, di vedere papa il cardinal Maffeo Barberini; ma assai maggiore è la nostra, che il Cavalier Bernino viva nel nostro pontificato». Bernini godette della familiarità del pontefice non solo per le sue radici toscane, essendo il padre nativo di Sesto (Urbano VIII, infatti, preferiva i fiorentini, sicché Gian Lorenzo arrivò addirittura a firmarsi come «Cav.re Gio. Lorenzo Bernini Napoletano o Fiorentino come egli vuole»), ma soprattutto per le sue nette qualità artistiche, che gli consentirono di incominciare un lungo periodo di egemonia artistica su Roma, sia nella veste di esecutore sia in quella di imprenditore.

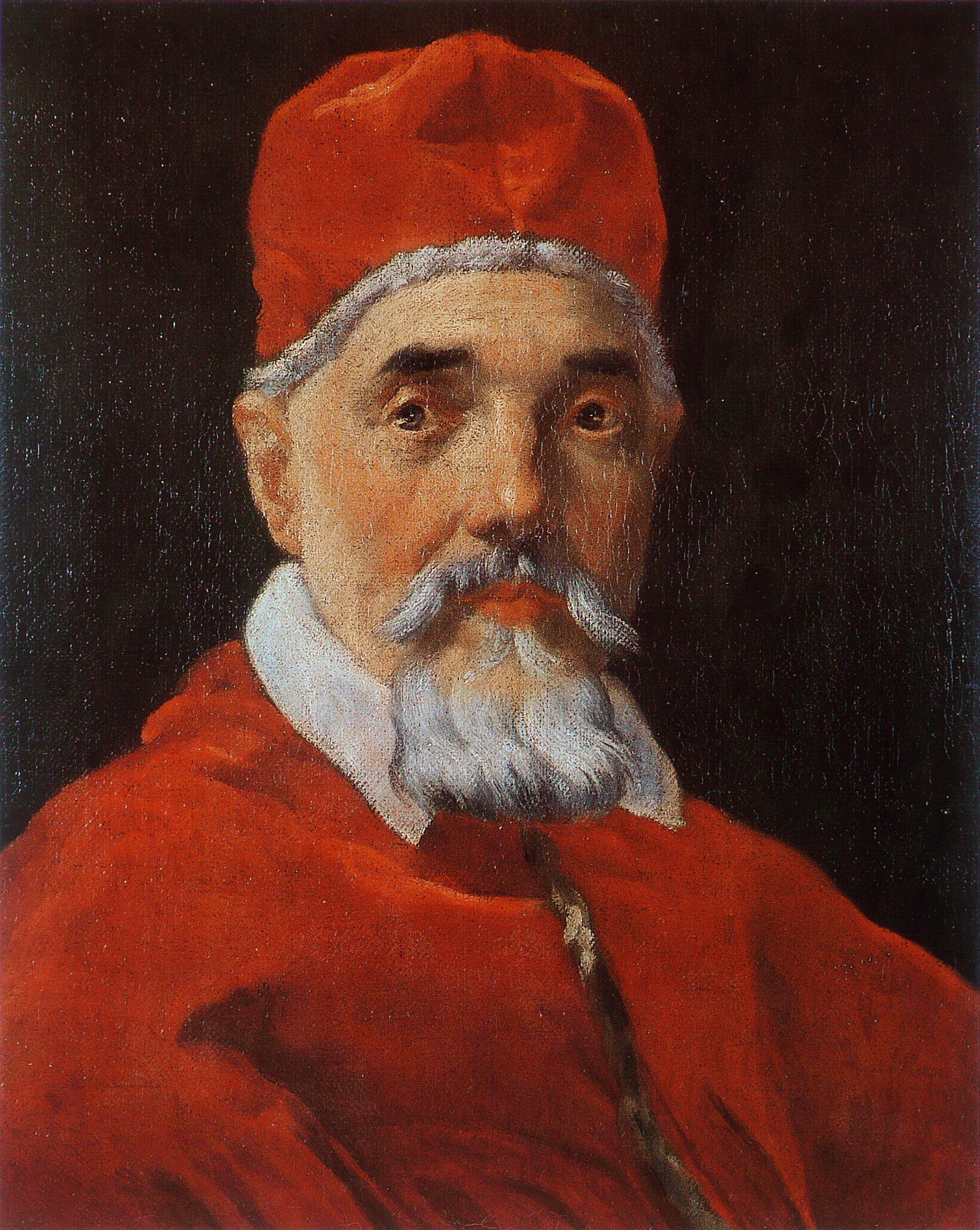
Gian Lorenzo Bernini, Papa Urbano VIII (1632); olio su tela, 67 x 50 cm, Galleria Nazionale d'Arte Antica, Roma

In seguito al sodalizio con Urbano VIII, si moltiplicarono per Bernini i riconoscimenti ufficiali: il 24 agosto 1623 gli vennero affidate le cariche di commissario e revisore dei condotti delle fontane di piazza Navona, il 1º ottobre gli venne accordata la direzione della Fonderia di Castel Sant'Angelo, mentre il 7 ottobre venne nominato soprintendente dei bottini dell'Acqua Felice. Alla morte del padre Pietro, nell'agosto 1629, Bernini, se da una parte perse un'importante figura di riferimento, dall'altra ne ereditò la posizione di Architetto dell'Acqua Vergine. Per questo motivo, egli partecipò alla costruzione di varie fontane a Roma, a tal punto da autoproclamarsi «amico delle acque»: fra le varie fontane berniniane, si segnalano il Tritone (1642-43) e le Api (1644), mentre i suoi progetti per la fontana di Trevi non vennero mai eseguiti.
Urbano VIII riconobbe in Bernini l'artista ideale per realizzare i suoi progetti urbanistici e architettonici e per dare forma ed espressione alla volontà della Chiesa di rappresentarsi come forza trionfante, attraverso delle opere spettacolari, con uno spiccato carattere comunicativo, persuasivo e celebrativo. Imitando i papi rinascimentali, con Bernini Urbano VIII ambiva a consegnare alla storia un nuovo Michelangelo: era dai tempi di papa Giulio II, infatti, che il mondo artistico romano non assisteva a un mecenatismo tanto grande e illuminato. Riportiamo di seguito la testimonianza di Filippo Baldinucci:

### Berniniuomo universale
Per questo motivo, Urbano VIII commissionò al proprio protégé anche lavori di architettura e pittura, oltre che di scultura. La prima commissione ricevuta dal nuovo papa fu infatti di natura architettonica e fu legata alla ricostruzione della chiesa di Santa Bibiana, in occasione del ritrovamento delle reliquie della santa; Bernini ne scolpì anche la statua sull'altare, mentre la decorazione pittorica degli interni venne affidata a Pietro da Cortona. Il 5 febbraio 1629, invece, Bernini assunse la direzione dei lavori a San Pietro in Vaticano, succedendo a Carlo Maderno (che era morto sei giorni prima) nella prestigiosa e ambita carica. La basilica di San Pietro fu teatro di grandiosi interventi berniniani: il sepolcro di Urbano VIII, la statua del San Longino, il monumentale baldacchino di San Pietro, parati, arredi, e tanto altro ancora.
Il baldacchino, al quale l'artista lavorava già dal 1624, è in particolare una struttura in bronzo posta a protezione e indicazione della tomba di San Pietro, primo pontefice della Chiesa cattolica; l'impianto, sviluppato su quattro colonne tortili lungo le quali si dipanano racemi e motivi naturalistici, termina con quattro volute sorrette da angeli che si incurvano a dorso di delfino e culmina con il globo e la croce. Malgrado si tratti di un'invenzione sostanzialmente berniniana, alla realizzazione del baldacchino partecipò anche l'architetto-assistente Francesco Borromini, che ideò le volute a dorso di delfino poste a coronamento dell'aereo ciborio; il Bernini avrebbe poi avuto con Borromini un rapporto estremamente conflittuale, che mutò in un'aperta ostilità sfociata nella leggenda. Oltre che alla scultura e all'architettura, dove raggiunse i risultati più grandi e duraturi, Bernini in questi anni si dedicò anche alla pittura, realizzando alcuni ritratti, autoritratti e due Santi, e alla realizzazione di impianti scenografici per occasioni particolari (canonizzazione di Elisabetta del Portogallo, 1625; di Andrea Corsini, 1629; catafalco per Carlo Barberini, 1630); notevoli anche i risultati raggiunti nella commediografia, attività della quale si parlerà nel paragrafo § Bernini commediografo.
Durante gli anni trascorsi al servizio di Urbano VIII, Bernini conobbe Costanza Bonarelli, figlia di uno stalliere: la simpatia si trasformò ben presto in intimità e i due furono divorati da un amore travolgente che durò circa due anni.
Costanza era una donna bellissima e sposata, ma infedele. Correvano infatti delle voci che volevano la Bonarelli frequentare Luigi Bernini, fratello di Gian Lorenzo. Una mattina, quand'era ancora notte, Bernini decise di recarsi nella zona di San Pietro, dove era domiciliata Costanza: ma se sperava di poter finalmente smentire i pettegolezzi, così non fu, tanto che al sorgere del sole vide l'amante sull'uscio della propria dimora, mentre accompagnava Luigi fuori. Travolto dalla gelosia, Gian Lorenzo diventò violento, inseguí il fratello e lo bastonò alle porte di San Pietro con un'asse di ferro, sino a rompergli due costole (e l'avrebbe ucciso se non fosse stato per l'intervento di alcuni passanti). Per vendicarsi di Costanza, invece, Bernini ordinò a un servo di sfregiarla in viso con un rasoio, portandole via la propria bellezza.
Dopo lo scandalo, come punizione per il suo reato, Bernini fu multato di 3000 scudi. Ma, grazie ad una lettera della madre e all'intervento del Papa, riuscì a sfuggire alla pena pecuniaria, nell'ottica (condivisa da Urbano VIII) che i pittori e i poeti potevano permettersi ogni libertà. Nell'immagine, il busto di Costanza Bonarelli, eseguito dal Bernini tra il 1636 e il 1638.
Il patronato di Urbano VIII fu assai possessivo. Per conto dei Barberini, infatti, Bernini eseguì numerosissime opere: pensiamo ai busti di Antonio e Camilla Barbadori, genitori del papa, dello zio monsignor Francesco, del prozio Antonio e del nipote Francesco, ma anche alla costruzione del palazzo Barberini e all'esecuzione delle fontane del Tritone e delle Api, che pure rispondono a delle precise esigenze di esaltazione dinastica. Le opere estranee alla glorificazione barberina, invece, furono decisamente esigue: se l'esecuzione dei busti di Carlo I d'Inghilterra e del cardinale Richelieu fu autorizzata solo per motivi d'opportunità politica, un interdetto papale proibì al Bernini di completare il busto di Thomas Baker e ragioni analoghe impedirono l'ultimazione della versione originaria del busto di Giordano Orsini. L'unica opera di carattere privato che sfuggì alla censura pontificia fu il busto ritraente Costanza Bonarelli, l'amante segreta del Bernini: per approfondire il tumultuoso rapporto sentimentale tra i due, si consulti la nota integrativa «Costanza e Gian Lorenzo».
Il 15 maggio 1639 Bernini sposò Caterina Tezio (morta nel 1673): si trattò di un matrimonio assai felice, coronato dalla nascita di undici figli.

### L'eclissi con Innocenzo X

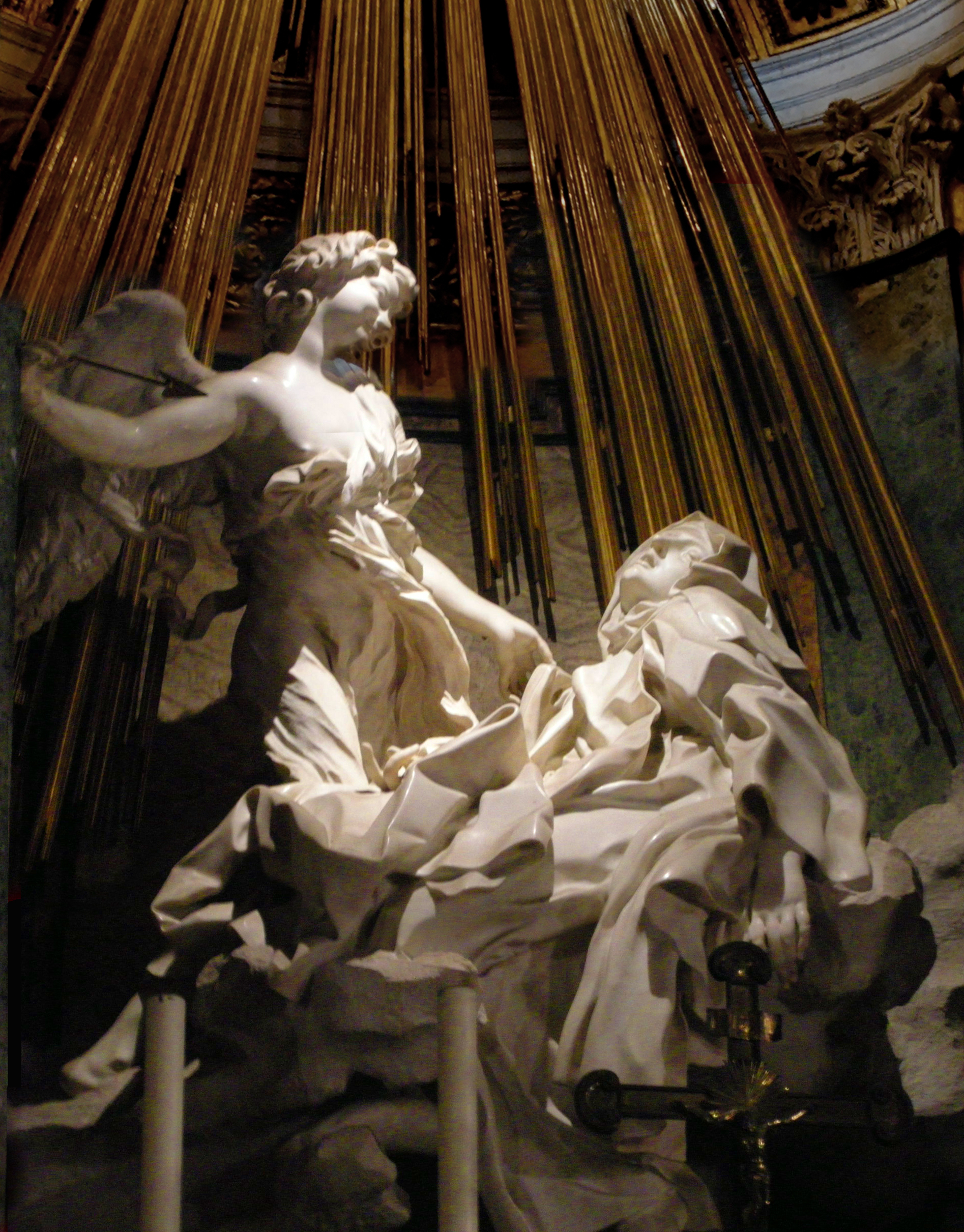
Gian Lorenzo Bernini, Estasi di Santa Teresa (1645-1652); chiesa di Santa Maria della Vittoria, Roma

Con la morte dell'amico Urbano nel 1644 e l'avvento al trono di san Pietro di Innocenzo X Pamphilj, il prestigio di Bernini subì una temporanea eclissi. I Barberini, caduti in disgrazia, emigrarono in Francia per l'ostilità della nuova corte e furono in molti ad approfittarsi del nuovo corso e a cercare di nuocere alla reputazione di Bernini con la maldicenza e con critiche maligne. Le committenze papali ormai non erano più rivolte esclusivamente al Bernini, bensì vennero affidate anche ad Alessandro Algardi, Carlo Rainaldi e al rivale Borromini, al quale venne affidato il rinnovamento della basilica di San Giovanni in Laterano e la direzione della fabbrica di Sant'Agnese.
Al Bernini, invece, toccarono nel 1645 diversi interventi commissionati dalla Congregazione della Reverenda Fabbrica, sempre relativi al cantiere di San Pietro: cinque anni dopo, infatti, vi sarebbero stati i festeggiamenti del Giubileo e quindi Innocenzo X ambiva a rendere la basilica ancora più bella. Bernini decorò sia la navata centrale sia le cappelle adiacenti, la pavimentazione, i rivestimenti delle pareti e le volte: questi interventi naturalmente non furono esenti da critiche, rivolte all'eccessivo sfarzo e ai costi giudicati troppo elevati (dal luglio 1646 al gennaio 1649 a San Pietro arrivarono enormi quantità di marmi). Il caso più eclatante, tuttavia, fu quello delle torri campanarie di San Pietro, che Bernini già edificò nel 1637. Nel 1647, infatti, alla base del campanile sud vennero rilevate alcune crepe; i detrattori colsero l'occasione per sostenere che la struttura era stata concepita troppo pesante, e pertanto venne istituita una commissione d'inchiesta al riguardo. Quest'ultima stabilì che le lesioni erano imputabili a un assestamento della muratura e non a un'imperizia del Bernini; ciò malgrado, Innocenzo X ritenne ugualmente Bernini responsabile del danno e ordinò il 26 febbraio 1646 l'abbattimento dei campanili, per di più a spese dell'architetto. L'avvenimento suscitò scandalo e il Bernini - ricoperto da ingiurie e accuse infamanti da ogni parte - vide per la prima (e unica) volta la propria carriera mettersi in pericolo: si aprì in questo modo una ferita d'orgoglio che non verrà mai più risanata.

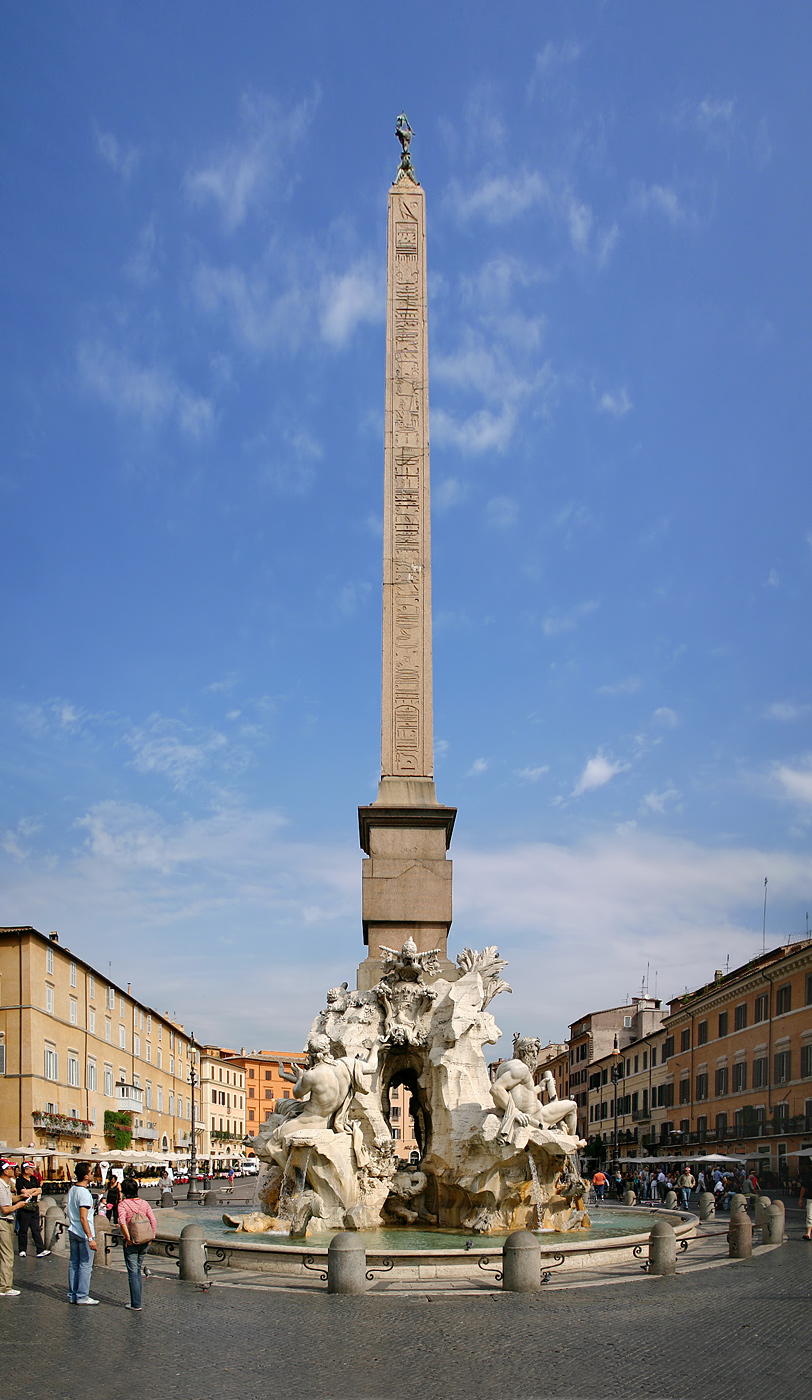
La fontana dei Quattro Fiumi

Sopraffatto da una grande prostrazione, per giustificarsi delle deficienze statiche dei campanili di San Pietro nel 1646 Bernini incominciò senza committenza un gruppo marmoreo raffigurante la Verità svelata dal Tempo, lasciato incompleto per la mancanza della figura del Tempo: il significato era inequivocabile e intendeva alludere all'ingiustizia delle persecuzioni contro di lui, che sarebbero svanite solo con il corso del tempo, che avrebbe consentito pertanto il trionfo della verità. Non essendo più oberato dalle committenze papali, inoltre, Bernini ebbe l'opportunità di realizzare una delle opere più importanti della sua maturità: la Cappella Cornaro della chiesa carmelitana di Santa Maria della Vittoria. In questo sfarzoso impianto scenico i membri della famiglia Cornaro, ritratti in mezzo busto e bassorilievi e collocati nelle loggette laterali, assistono all'evento mistico dell'Estasi di santa Teresa d'Avila (donde il nome dell'opera), raffigurante la santa nel pieno del rapimento dell'estasi divina.
Nel 1651, un anno dopo la chiusura dell'anno giubilare, Bernini fu incaricato dal pontefice della realizzazione della fontana dei Quattro Fiumi a piazza Navona, in quella che era ormai divenuta l'«insula Pamphilia». I dissidi con Innocenzo X, che mal vedeva gli amici dei Barberini, vennero composti secondo la tradizione grazie a un astuto stratagemma del Bernini, che preparò un modello d'argento della fontana e lo fece introdurre di nascosto nel palazzo pontificio; Innocenzo X ne sarebbe rimasto talmente affascinato da decidere di affidare l'incarico a Bernini, e non al Borromini (iniziale destinatario della commissione). Con la Fontana dei Quattro Fiumi, Bernini poté risollevare le sorti della propria carriera artistica, riuscendo a superare quella battuta d'arresto che aveva subito durante i primi anni del pontificato di Innocenzo X: la soluzione dello scoglio che riversa l'acqua nella vasca e che al contempo sostiene l'antico obelisco, rinvenuto nei pressi del Circo di Massenzio, e il concetto dei «quattro fiumi» (il Nilo, il Gange, il Danubio e il Rio della Plata), in rappresentanza dei quattro continenti allora conosciuti, eccitarono infatti l'entusiasmo generale. Sempre in piazza Navona, inoltre, il Bernini risistemò con la figura del Moro una vasca già esistente, realizzata nel 1575-76 da Giacomo Della Porta sotto il pontificato di Gregorio XIII.

### Alessandro VII

#### Il papa urbanista
Il clima culturale romano conobbe una nuova svolta con la morte di Innocenzo X e l'ascesa al soglio pontificio di Fabio Chigi, divenuto papa con il nome di Alessandro VII. Con il nuovo pontefice, intenditore «di pitture, di sculture, di medaglie antiche, di archivi particolarmente» (come disse egli stesso) e amico di intellettuali come Kircher e Luca Olstenio, Bernini ritornò a essere l'artista preferito dalla corte papale; il maggiore artefice dei progetti chigiani, infatti, fu proprio il Bernini, che certamente soddisfece l'ambizione di Alessandro VII di riqualificare il tessuto viario romano.

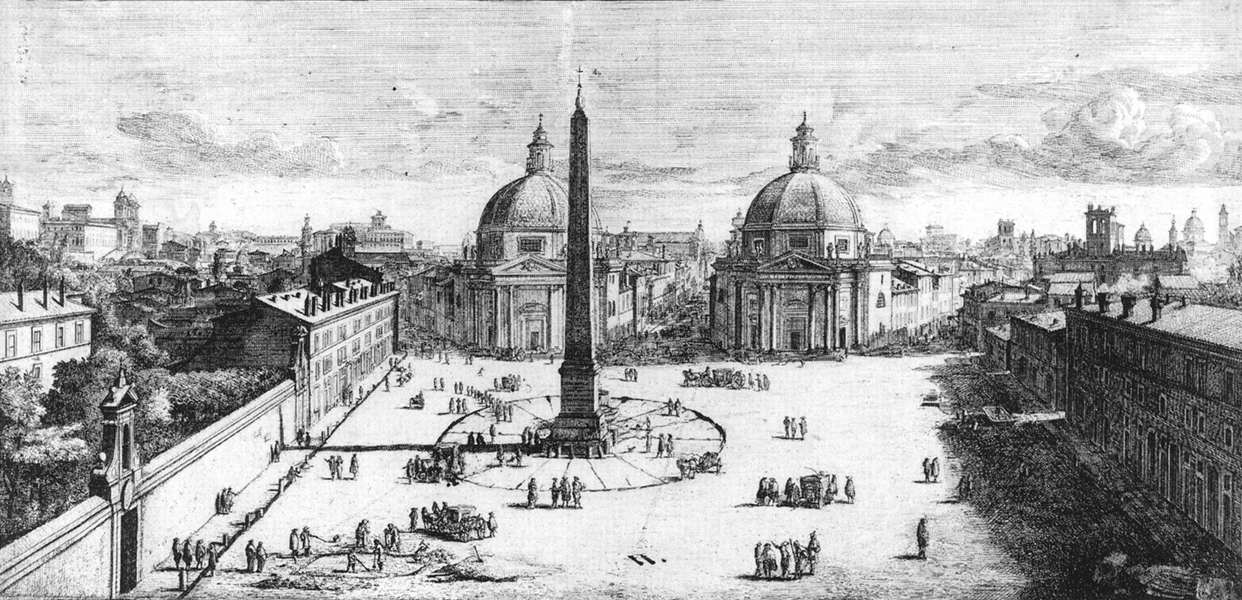
Gaspar van Wittel, Vista di Piazza del Popolo, Roma (circa 1678)

Il patronato dei Chigi, infatti, giunse ad assumere le forme di un vero e proprio rinnovamento urbanistico: Alessandro VII aspirava di fatto a conferire a Roma una prospettiva teatrale con l'adozione di sorprese, palcoscenici, architetture abbaglianti, in un continuo intreccio tra urbanistica e scenografia. L'occasione propizia per dare avvio a queste riorganizzazioni fu data dalla plateale conversione di Cristina di Svezia al cattolicesimo. In suo onore, Bernini riprogettò l'accesso a piazza del Popolo, l'ingresso settentrionale della città, con l'erezione delle due scenografiche «chiese gemelle» nel lato rivolto verso via del Corso e l'esecuzione della facciata interna della Porta, ove venne apposta la scritta «FELICI FAVSTO[QVE] INGRESSVI ANNO DOM[INI] MDCLV» (per un ingresso felice e fausto, Anno del Signore 1655), così da salutare la regina abdicataria e - successivamente - tutti i visitatori dell'Urbe.
Le prime opere commissionate furono le statue di Daniele e Abacuc con l'Angelo, poi collocate nella cappella di famiglia a Santa Maria del Popolo, ove decorò anche la navata e il transetto; successivamente, realizzò nei pressi del Pantheon l'obelisco della Minerva, dove un piccolo elefante di pietra regge sul dorso un obelisco (così da ricordare le virtù di forza e sapienza) e progettò il fabbricato detto della Manica Lunga, nel palazzo pontificio di Montecavallo (l'odierno Quirinale). Sempre in quegli anni, inoltre, Bernini progettò tre chiese: San Tommaso di Villanova a Castel Gandolfo (1658-61), Sant'Andrea al Quirinale (1658-70) e infine Santa Maria dell'Assunzione all'Ariccia (1662-64).

#### San Pietro e la Francia

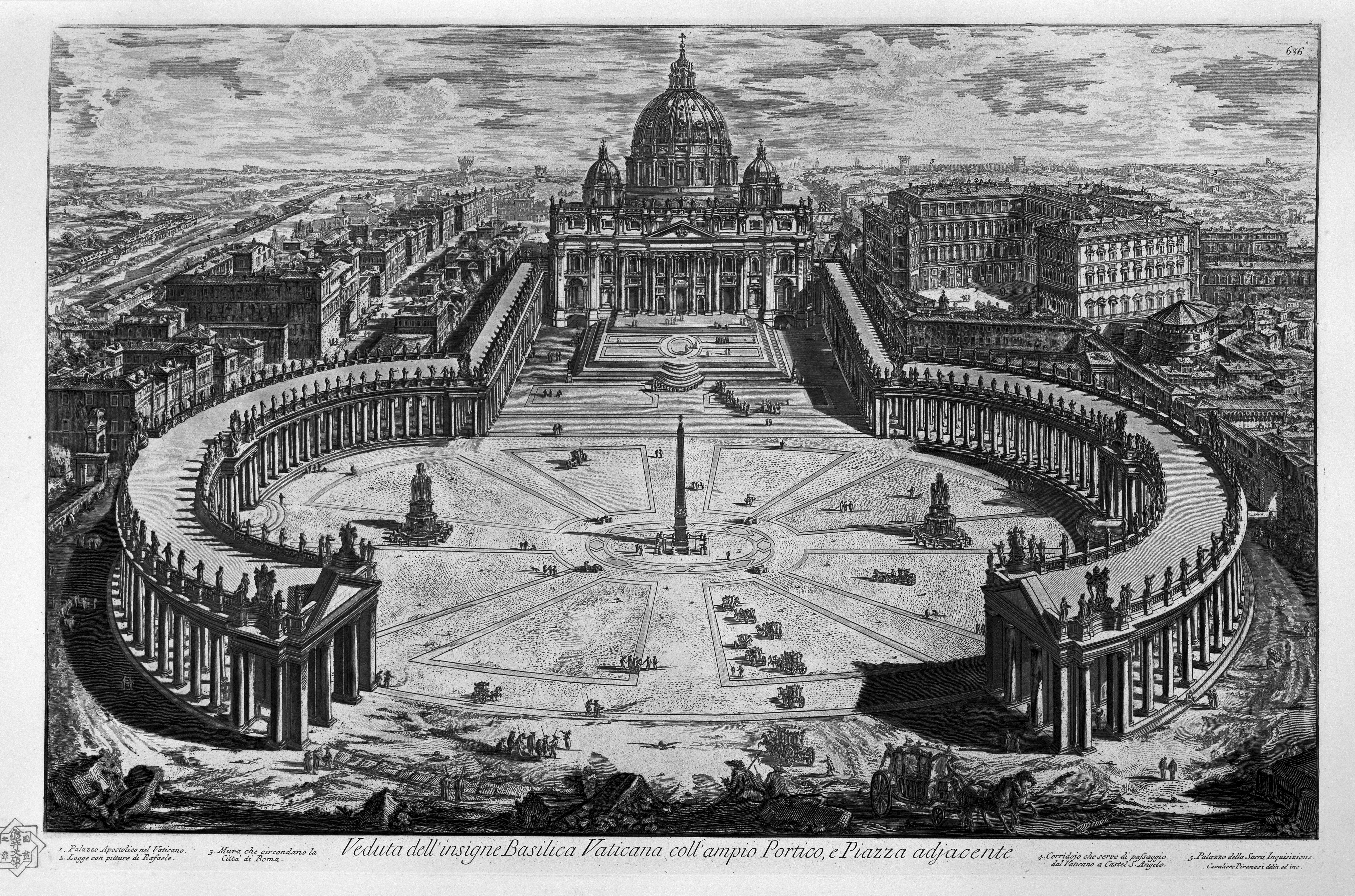
Giovanni Battista Piranesi, Veduta dell'insigne Basilica Vaticana coll'ampio Portico, e Piazza adjacente (1748-1774)

L'epicentro della maggior parte delle committenze chigiane, in ogni caso, ritornò rapidamente a essere San Pietro. Per la basilica vaticana Bernini progettò la cattedra di San Pietro, così da custodire la cattedra vescovile appartenuta a san Pietro, cimelio venerato da moltitudini di fedeli e pellegrini. Al di fuori dell'edificio Bernini eresse un imponente e solenne colonnato ellittico, a simboleggiare l'abbraccio della Chiesa che raccoglie il mondo intero; si venne così a creare piazza San Pietro, che oltre a risolvere efficacemente lo snodo tra la chiesa e la città, istituì un luogo fisico deputato alla devozione della comunità cristiana. I lavori a San Pietro terminarono con la costruzione della Scala Regia, l'ingresso ufficiale ai palazzi apostolici, e con la statua equestre di Costantino, a perenne memoria della prima sanzione politica del Cristianesimo.

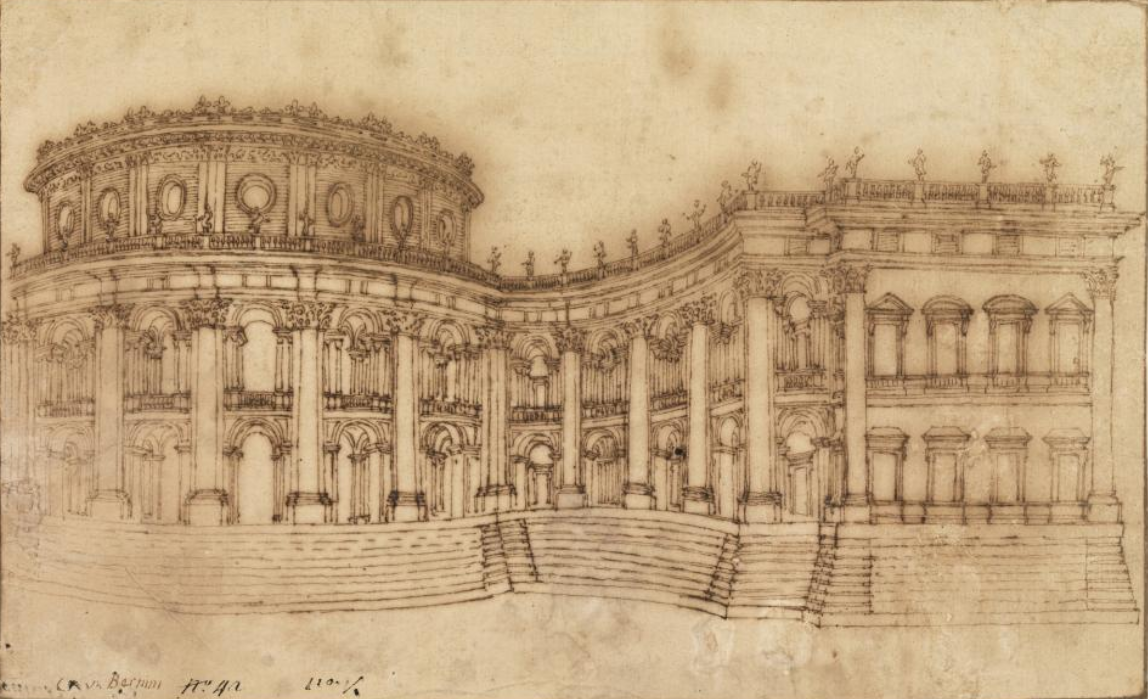
Disegno di Bernini relativo al primo progetto di rifacimento del Louvre, Londra, Courtauld Gallery

Bernini era ormai divenuto un artista di fama internazionale. A testimonianza della celebrità raggiunta, nel 1664 il ministro francese Jean-Baptiste Colbert per conto del re Luigi XIV convinse il papa a concedergli il suo artista prediletto, e così il 29 aprile 1665 l'ormai sessantaseienne Bernini partì per la Francia, con l'ambizioso intento, tra l'altro, di progettare la ristrutturazione del palazzo del Louvre. Prima della sua partenza aveva spedito due progetti. Dopo il suo arrivo redasse un terzo e definitivo progetto. Tuttavia, ben presto Bernini incominciò a dimostrarsi insofferente al clima artistico francese, maturando un'ostilità dovuta a delle divergenze d'idea in materia architettonica, a problemi pratici e di costi e a gelosie corporative: l'artista, addirittura, arrivò a pensare che in realtà dietro la committenza regia del Louvre si celava l'intento di mortificare Alessandro VII, portandogli via l'artista più importante di cui disponeva (tra la monarchia francese e il papato, in effetti, insistevano delle tensioni non indifferenti).
Fu per questi motivi che l'esperienza francese durò pochi mesi: il 20 ottobre Bernini fece ritorno a Roma, dopo comunque aver assistito alla posa della prima pietra del suo progetto, che non ebbe alcun seguito. Per conto di Luigi XIV, in ogni caso, Bernini realizzò anche un monumento equestre, poi trasformato da François Girardon in un Marco Curzio che si getta nella voragine e relegato in un angolo appartato del parco di Versailles, presso la Pièce d'Eau des Suisses.

### Ultimi anni

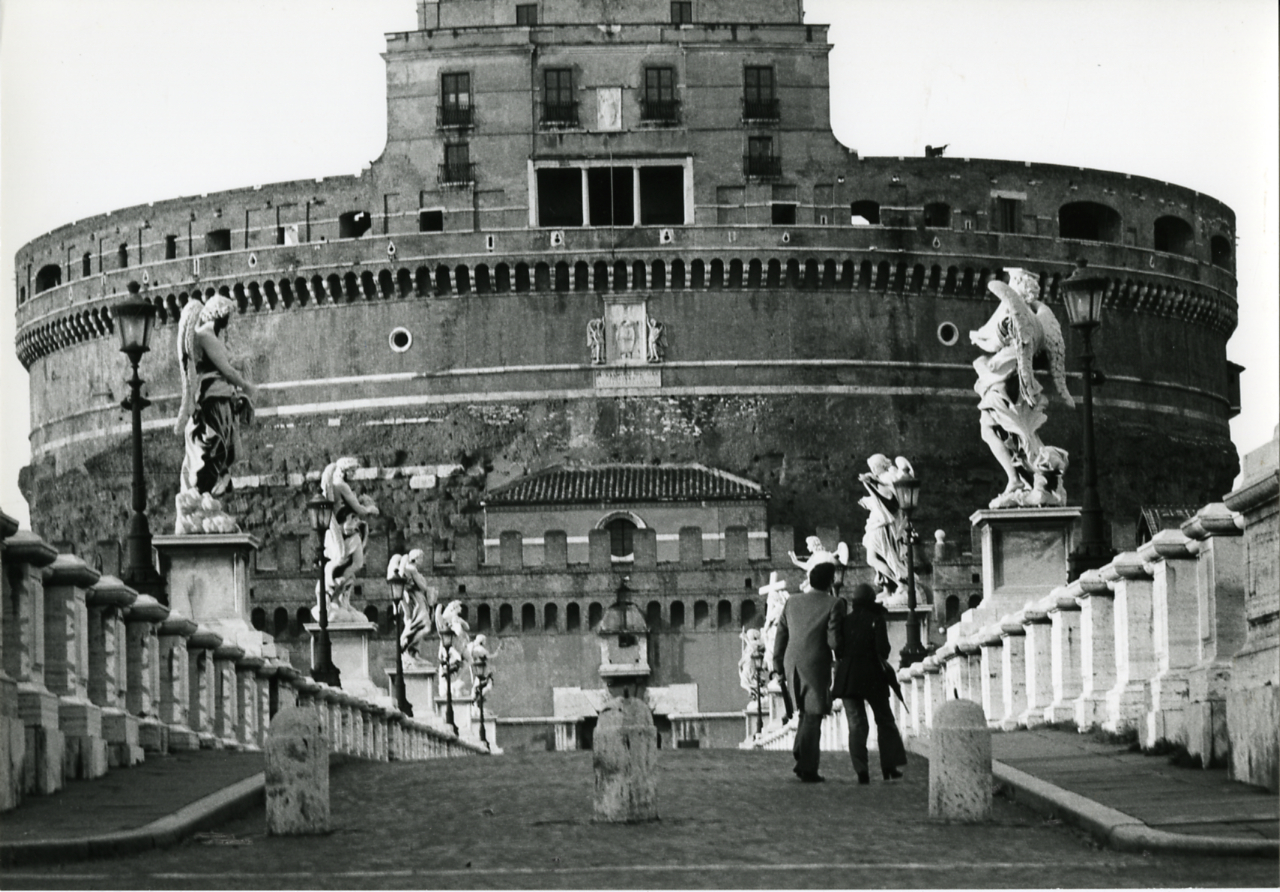
Il ponte Sant'Angelo fotografato da Paolo Monti

Di ritorno dalla Francia, Bernini aveva ormai esaurito le proprie energie creative, a causa della vegliarda età: infatti, quando concluse nel 1678 il monumento all'amico pontefice Alessandro VII, era ormai ottantenne. Tra le opere degli ultimi anni vanno ricordate l'Estasi della beata Ludovica Albertoni in San Francesco a Ripa (1674), l'altare della cappella del Santissimo Sacramento a San Pietro con i due Angeli inginocchiati in adorazione (1673-74) e il busto di Gabriele Fonseca in San Lorenzo in Lucina. L'ultima grande impresa berniniana fu la realizzazione delle dieci statue degli Angeli con i simboli della Passione da collocare sul ponte Sant'Angelo; si trattò di una commissione voluta da papa Clemente IX, che in questo modo intendeva rappresentare la liturgia delle stazioni quaresimali della Via Crucis, così da trasformare il ponte in percorso di contemplazione.
Negli ultimi anni della sua vita Gian Lorenzo, che era fervidamente credente, si dedicò sempre più alle esigenze dello spirito, con profondo interesse al problema della salvezza dell'anima dopo la morte terrena. Divenne così assiduo frequentatore della chiesa di Gesù e dei circoli ivi gravitanti, dove la preparazione alla buona morte di un cattolico era oggetto di meditazione e preghiera. Frutto di queste riflessioni dello scorcio estremo della sua esistenza sono alcune delle opere finali di Bernini, come il Sanguis Christi e il Salvator Mundi, che Gian Lorenzo fece per sé stesso e che lo accompagnarono nel momento del trapasso.

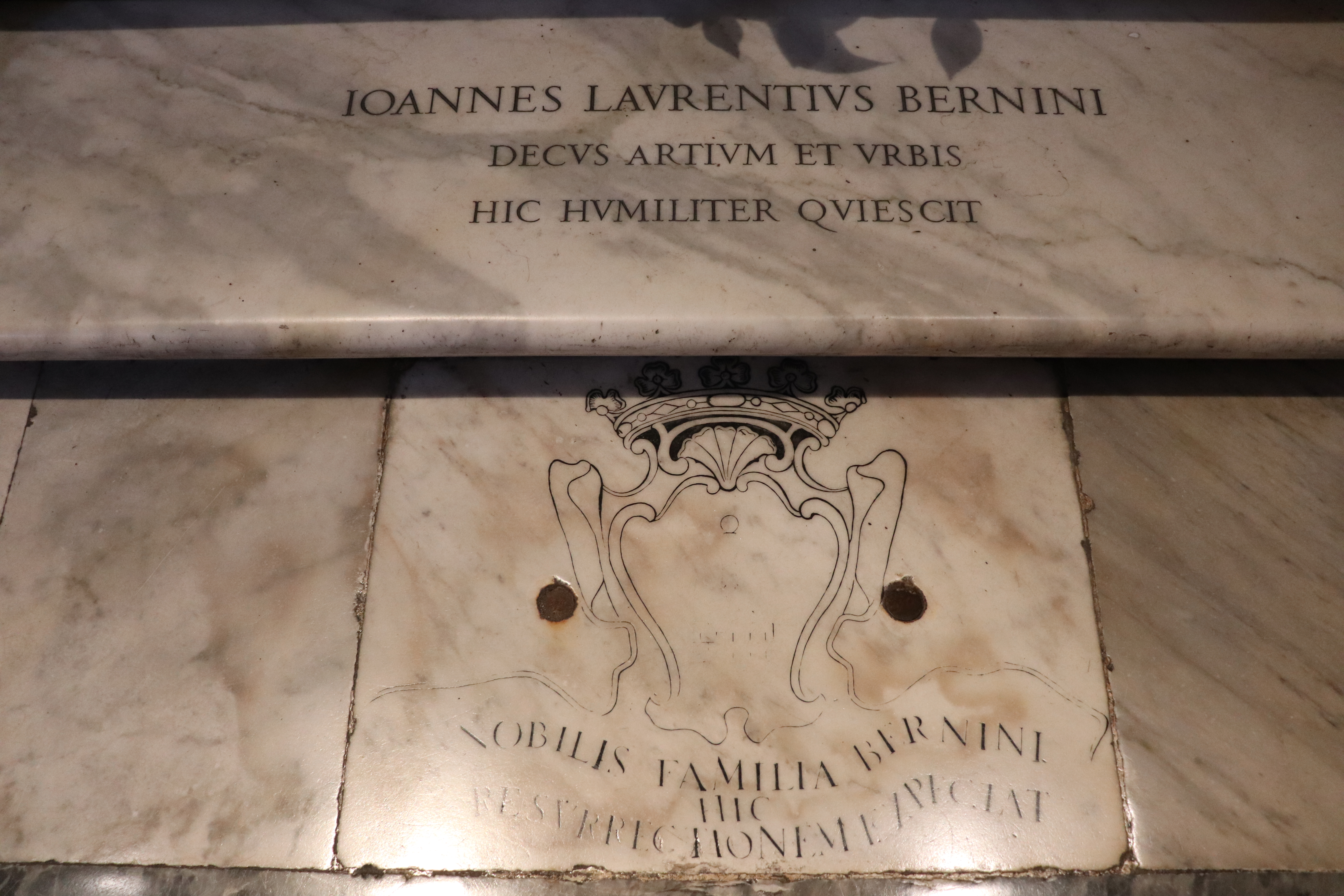
Tomba Bernini presso Basilica di santa Maria Maggiore

Nel 1680 la salute di Bernini, già declinante, si aggravò a causa di una paralisi al braccio destro; visse il suo malanno in maniera ironica e giocosa, riconoscendo che era giusto che la sua mano destra si riposasse dopo così tanto lavoro. La sua infermità, tuttavia, peggiorò, sino a condurlo a morte il 28 novembre 1680; nell'anno della sua dipartita, il soglio pontificio era occupato da Innocenzo XI, l'ottavo papa a vedere il Bernini all'opera.
L'artista venne tumulato nella basilica di Santa Maria Maggiore a Roma, nella terragna tomba di famiglia. Per volere dello stesso Gian Lorenzo, autore di tante tombe monumentali e scenicamente architettate, la sua sepoltura è invece costituita da una modestissima lapide, posta a copertura di un gradino sul lato destro dell'altare maggiore.

## Produzione artistica

### Bernini scultore
Le sculture di Gian Lorenzo Bernini sono caratterizzate da un'elettrizzante dinamicità (con la quale viene sorpreso e fissato l'attimo di movimento delle forme), da un potente virtuosismo tecnico, da un'incontenibile esuberanza espressiva, da una vigorosa rappresentazione psicologica e da una scenografica teatralità.
Prima di eseguire materialmente l'opera, Bernini esternava il proprio progetto mediante l'esecuzione di rapidi schizzi e appunti, oppure modellando piccoli bozzetti di argilla, mezzo progettuale certamente più affine allo spirito berniniano. L'argilla veniva maneggiata con una stecca dentata in osso alta dai 30 ai 45 centimetri; successivamente, il modellino veniva misurato con una scala calibrata suddivisa sul retro in sedici parti. Le dimensioni del bozzetto venivano poi riportate in proporzione sul blocco da scolpire, mediante la tracciatura di griglia quadrettata sui quattro lati di quest'ultimo: secondo un'osservazione di Orfeo Boselli, autore di alcune Osservazioni sulla scoltura antica, «il modello così aggiustato è come un quadro graticolato per ben copiarlo, come usano li pittori negli originali di valore». Questo metodo, osserva il Boselli, presentava tuttavia una criticità, in quanto le grandezze ridottissime del bozzetto creavano una «certa difficoltà a trasportarli dal modello piccolo nel marmo, e massime quando il sasso è avventura venuto dalla cava troppo giusto, che ogni colpo soverchio è mortale».
Una leggenda narra che molte sue opere furono rubate e distrutte.
Terminata la modellazione, Bernini raschiava le superfici con l'utilizzo di raspe e lime, per poi levigarle con abrasivi di varia natura (quali la pietra pomice) e infine lucidarle con la tripoli (polvere di roccia silicea utilizzata a questo scopo) e paglia bruciata. Il marmo utilizzato, generalmente, era quello della cava carrarese del Polvaccio, considerato nel XVII secolo quello di maggiore fattura; Bernini, in ogni caso, aggrediva il blocco lapideo in tutte le direzioni, conservando al contempo il quadro complessivo della situazione. Tutti gli elementi decorativi venivano in questo modo magistralmente resi, con un'attenzione speciale rivolta agli incarnati, levigati sino alla perfezione.
Tra gli strumenti utilizzati dal Bernini, si possono citare la subbia (utilizzata per sbozzare il blocco), la gradina, lo scalpello, il ferrotondo, la raspa, l'unghietto, il trapano a corda e abrasivi, con un iter operativo che non ammetteva la possibilità di ripensamenti in corso d'opera o aggiustamenti successivi; da escludere, infine, che Bernini usasse patinature finali per rendere le superfici ulteriormente lisce, come confermato dalle analisi sulle sue sculture. Tra le sue opere più significative spiccano alcune fontane monumentali di Roma: la Fontana delle Api, la Fontana del Moro, la Fontana dei Quattro Fiumi e la Fontana del Tritone.

### Bernini architetto
Oltre che scultore, Bernini fu anche architetto, specialmente negli anni della maturità. Risentì sia dell'influenza di Michelangelo, artefice di un'architettura plastica e chiaroscurale, sia delle rimanenze strutturali della Roma imperiale, edifici che riuscivano a coprire spazi di immense dimensioni con l'impiego di superfici curvilinee (in netto contrasto con quelle rettilinee di greca memoria). Bernini avrebbe poi misto l'insegnamento michelangiolesco e romano con la sua inesauribile vena inventiva, conferendo alle proprie architetture un senso nuovo della decorazione e del pittoresco.
Nelle sue realizzazioni Bernini rilevava le masse, studiandole in modo che avessero un'armonia visiva e strutturale, giocava con la prospettiva e il colore, impiegava la forza plastica del chiaroscuro e fondeva armoniosamente le strutture e le membrature delle sue creazioni; non mancava, inoltre, di dare un effetto teatrale e scenografico a tutto l'insieme, fondendo in un'unica spazialità il rigore fisico dell'architettura con la preziosità pittorica, il virtuosismo delle sculture e la sbrigliata fantasia dello scenografo, quale Bernini era.
Bernini applicò la propria concezione dell'architettura in molte sue creazioni. Escludendo il baldacchino di San Pietro, opera più scultorea che architettonica, già nel palazzo di Propaganda Fide diede prova del suo gusto per un'architettura concepita plasticamente per masse e fortemente chiaroscurale. Il palazzo Barberini, invece, denota un più deciso orientamento verso la classicità, tanto che qui Bernini riprese la scansione in tre ordini di arcate del Colosseo e del teatro di Marcello, aggiungendovi gli artifici prospettici delle finestre della loggia suprema. Quando concepì i due campanili di San Pietro, Bernini si preoccupò di accelerare dinamicamente la sensazione di elevazione verticale, mortificata dall'orizzontalità e compattezza della facciata; invece, nella Cappella Cornaro in Santa Maria della Vittoria Bernini conferì all'apparato una grande preziosità decorativa e scenografica utilizzando superfici curvilinee, spezzando i timpani, e muovendosi in un chiaroscuro significativamente accentuato dal colore dei marmi.
Giunto dopo i cinquant'anni a una piena maturità architettonica, Bernini si attenne sempre più volentieri agli schemi classici puri, pur interpretandoli con una certa libertà. Nel palazzo di Montecitorio, per esempio, ruppe la monotona orizzontalità e compattezza di quella fronte scandendola in cinque campate, con reminiscenze classiche avvertibili anche nell'alto zoccolo. Bernini tornò alla concezione classica anche nel colonnato di piazza San Pietro, nel quale si sente l'eco stravagante degli angeli inquisiti dei portici curvi dei Fori Imperiali, però rivisitati con l'aggiunta tutta berniniana del coro di angeli e dell'effetto delle prospettive illusorie; quest'ultime, in particolare, furono riprese sempre in termini classici nella Scala Regia in Vaticano, così da amplificare agli occhi dell'osservatore la lunghezza del percorso.
Per quanto riguarda le chiese, Bernini mutuò dai Romani l'adozione di una disposizione concentrica così da accrescere l'effetto visivo degli ambienti liturgici, creando una sensazione di maggior respiro; sperimentò inoltre la pianta ovale in Sant'Andrea al Quirinale, rotonda nella Collegiata di Santa Maria Assunta di Ariccia, e a croce greca in Castel Gandolfo. Fu in particolare il Pantheon, luogo che ebbe modo di conoscere e apprezzare lavorando al servizio di Urbano VIII, a esercitare su di lui un'influenza forte e duratura. Lo spirito del Pantheon, infatti, rivive nella partizione interna e nel presbiterio di Sant'Andrea, nella cupola, nelle archeggiature e nel pronao dell'Ariccia, e nella cupola di Castel Gandolfo. Al ricordo del Pantheon, tuttavia, Bernini associò la teatralità delle ornamentazioni barocche, e trasformò la pianta circolare in ovale, pur mantenendo inalterati gli schemi classici.

### Bernini pittore

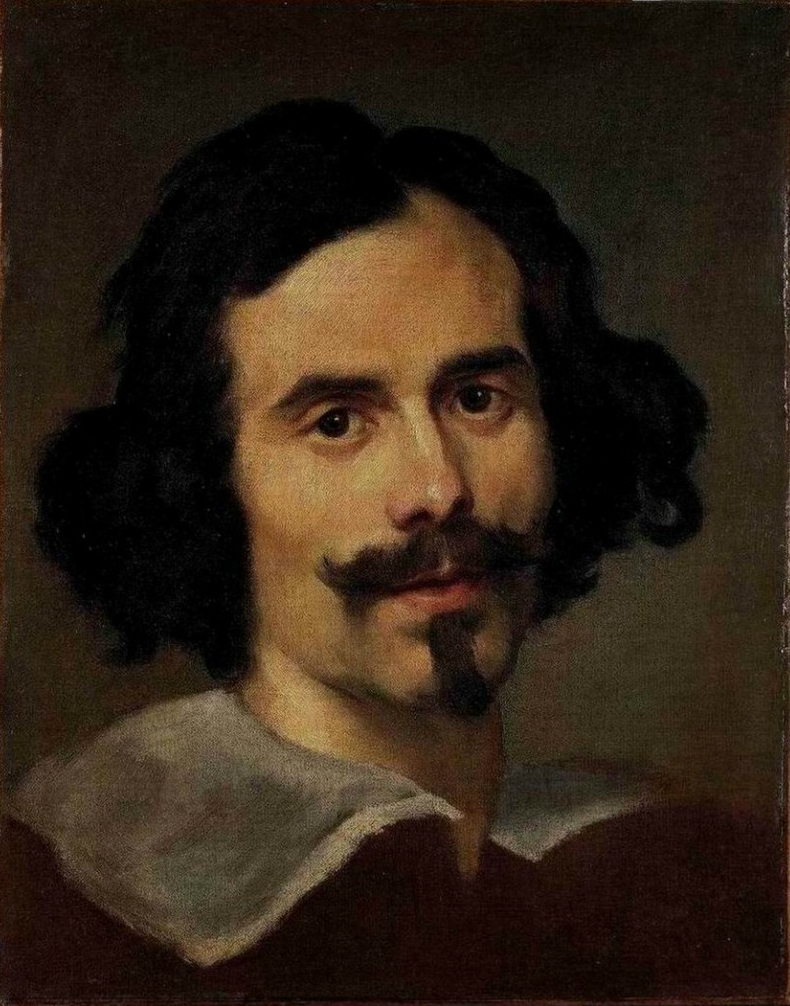
Gian Lorenzo Bernini, Autoritratto malinconico (1630 circa); olio su tela, 43x34,2 cm, collezione privata. Nell'opera si coglie l'influsso della pittura di Diego Velázquez

Bernini fu anche pittore: a spronarlo a cimentarsi anche con il pennello fu Urbano VIII. Il sogno neo-rinascimentale con cui il papa Barberini voleva improntare il suo pontificato richiedeva che al suo fianco vi fosse un nuovo Michelangelo, paradigma dell'artista universale capace di eccellere in tutte e tre le arti maggiori. Al Bernini, già provetto scultore, già architetto con il rifacimento di Santa Bibiana, mancava per l'appunto la pittura.
Per colmare la lacuna, Urbano VIII commissionò al Bernini un vasto ciclo di affreschi che avrebbe dovuto istoriare la loggia delle benedizioni della basilica di San Pietro. Gian Lorenzo tuttavia declinò l'offerta e in effetti mai in tutta la sua lunga carriera licenziò opere pittoriche finalizzate all'esposizione pubblica, destinazione al tempo riservata al genere denominato di istoria, cioè grandi componimenti di tema religioso o, se non destinati a edifici ecclesiastici, anche a soggetto storico-propagandistico o allegorico. Cionondimeno Bernini pittore lo fu comunque. Lo fu essenzialmente per diletto personale, concentrando la sua produzione in dipinti di piccolo formato, dall'esecuzione rapida e naturalistica che in gran parte - almeno con riguardo ai pochi quadri oggi ragionevolmente riconducibili al suo pennello - sono costituiti da ritratti e autoritratti.
Pur nella ristrettezza del catalogo pittorico attuale del Bernini, dalle sue opere note è possibile evincere che se Gian Lorenzo non fece della pittura un mestiere, egli era egualmente molto interessato a quest'arte, avendo riflettuto sulle opere dei maestri suoi contemporanei o delle generazioni precedenti. Nei suoi dipinti infatti si colgono influssi del Caravaggio e di Annibale Carracci, fino ad arrivare all'arte del grande Diego Velázquez che nel 1629-1630 aveva soggiornato a Roma.

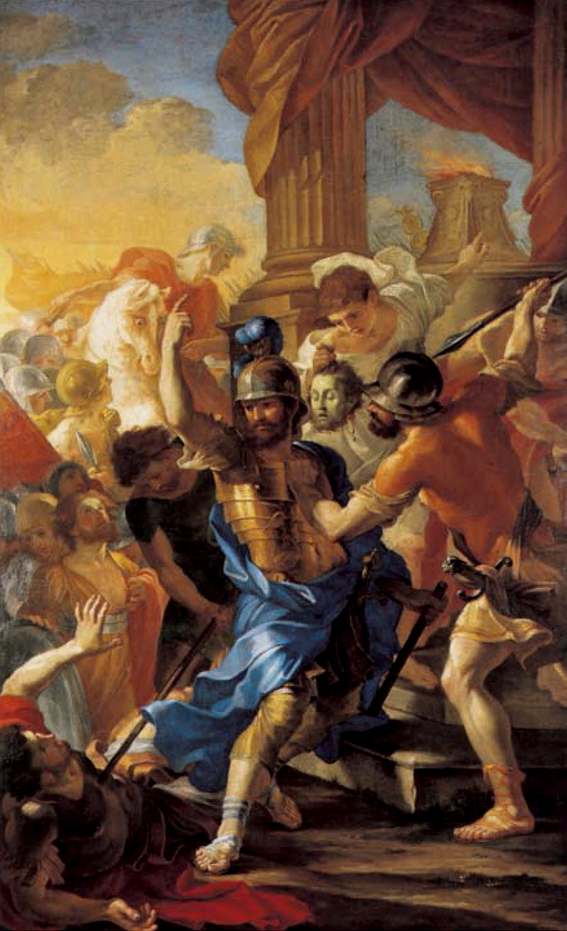
Carlo Pellegrini e Gian Lorenzo Bernini, Martirio di san Maurizio (1636-1640); olio su tela, 333x205 cm, Pinacoteca vaticana

Le fonti biografiche attribuiscono al Bernini tra i centocinquanta e i duecento dipinti: anche al netto di possibili esagerazioni di questi numeri, il catalogo attuale dei quadri plausibilmente autografi si limita a una quindicina di opere: è ragionevole pensare pertanto che della produzione pittorica berniniana ci sia ancora molto da scoprire.
Se Bernini limitò il suo personale intervento solo a piccoli dipinti di figura non commissionati da nessuno, in una certa misura e, per così dire, per interposta persona, egli ebbe comunque un ruolo di rilievo anche in alcune grandi commesse pubbliche. Gian Lorenzo infatti attrasse nella sua cerchia di aiuti e collaboratori, oltre che molti scultori, anche diversi pittori da lui utilizzati per la realizzazione di opere pubbliche da lui ideate, ma non personalmente eseguite (artisti che si occupavano anche del completamento pittorico di suoi lavori in campo scultoreo e architettonico, come nel caso degli affreschi della cappella Cornaro).
Rimarchevole in questo senso è il caso di Carlo Pellegrini, pittore carrarese di cui altro non sappiamo se non della sua presenza nella bottega berniniana, cui Gian Lorenzo affidò vari incarichi pittorici tra i quali il più importante, per la prestigiosa destinazione, fu il Martirio di san Maurizio, ideato (e al più ritoccato) dal maestro ma messo su tela dall'aiuto. Il grande dipinto infatti era parte della serie di pale d'altare, dovute ad alcuni dei migliori pittori allora attivi a Roma, con cui inizialmente vennero arredati gli altari della basilica di San Pietro (poi sostituite da ancor più grandi, monumentali, copie in mosaico, più adatte all'immensità della basilica).
Tra i pittori che operano a fianco del Bernini, mettendo il loro pennello a disposizione per la realizzazione di suoi progetti, il più talentuoso fu senza dubbio Giovan Battista Gaulli: anche il suo capolavoro assoluto, tra i trionfi del barocco romano, cioè gli affreschi della chiesa del Gesù (tra cui il monumentale Trionfo del nome di Gesù), con ogni probabilità si giova di idee, suggerimenti e consigli di Gian Lorenzo Bernini.

### Bernini commediografo e scenografo
Il Bernini applicò il proprio talento anche al mondo del teatro, dal quale poi avrebbe tratto ispirazione per diverse sue opere, concepite per l'appunto come fastose scenografie. La prima attestazione dell'attività teatrale del Bernini risale al 1633, quando il rappresentante del duca di Modena a Roma scrisse:

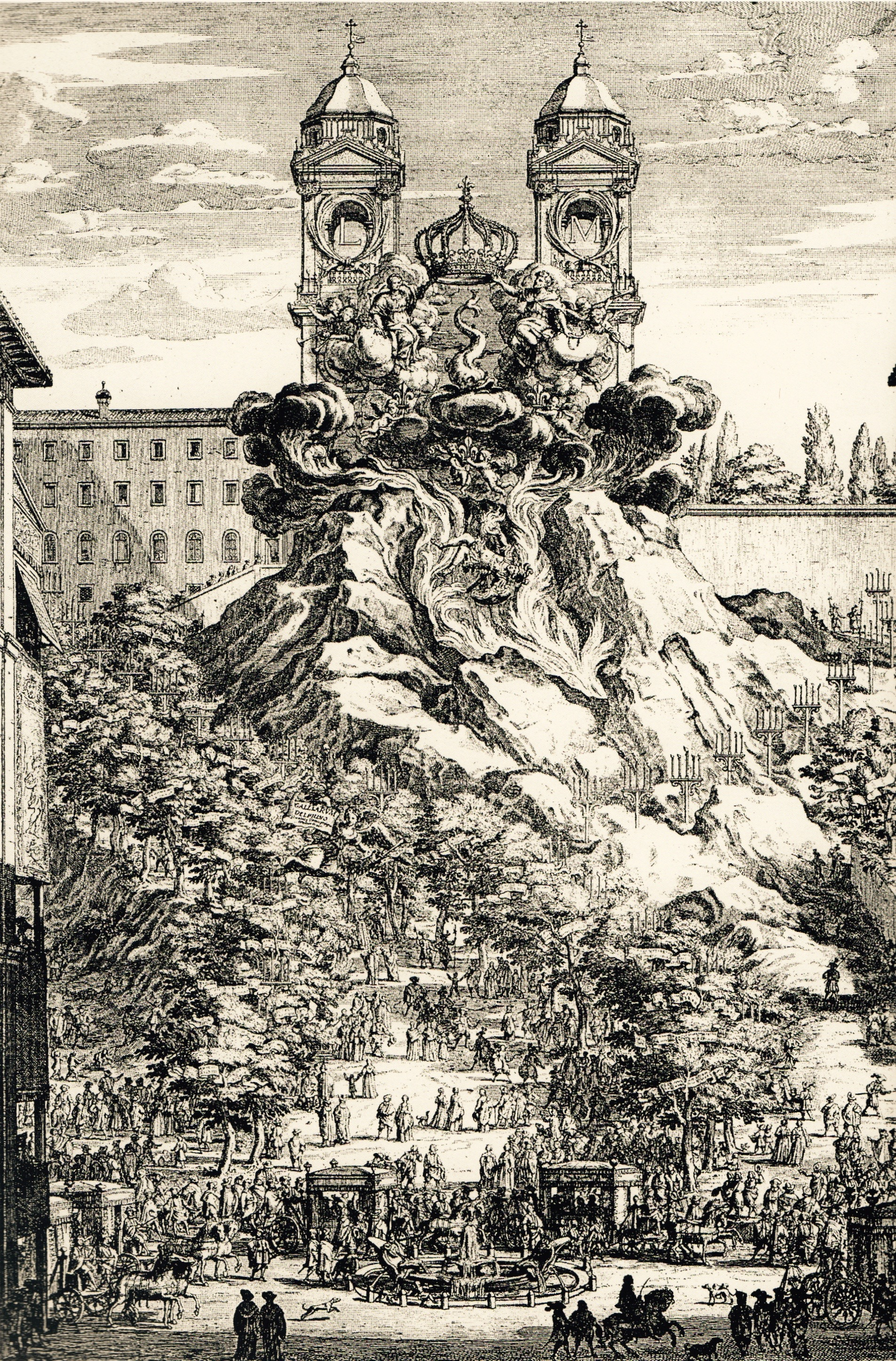
Riproduzione degli apparati festivi allestiti da Bernini nel 1661 per la nascita del Gran Delfino

Le commedie berniniane erano destinate a un pubblico ristretto e attingevano a piene mani dalla tradizione della Commedia dell'arte, ma hanno molte affinità con il genere contemporaneo della cosiddetta commedia ridicolosa, fenomeno teatrale molto di moda nella Roma del Seicento. Nonostante il loro carattere amatoriale, le opere teatrali del Bernini erano preparate con grande e minuziosa cura, e non mancavano di colpire per l'arditezza delle realizzazioni sceniche - di cui ideatore e artefice era naturalmente lo stesso artista - che spesso rendevano gli spettatori attori allo stesso tempo. In De' due teatri, per esempio, il pubblico aveva l'impressione che esistesse una seconda platea immaginaria oltre a quella reale, siccome gli attori vestivano delle maschere che riproducevano i lineamenti degli spettatori; quest'illusione veniva enfatizzata nella fase del prologo, recitato da due attori che si rivolgevano l'uno verso la platea inesistente, e l'altro verso quella reale. Altro prodigio scenico di Bernini assai apprezzato fu quello della commedia L'incendio, dove per l'appunto al transito di un carro carnevalesco divamparono spaventose fiamme che sembravano divorare ogni cosa. Un analogo effetto di «maraviglia» venne sortito dalla commedia L'inondazione del Tevere, ispirata a un'alluvione del 1637, in cui venne simulata la rottura degli argini del fiume romano. Il figlio Domenico ci riporta l'audacia della trovata scenica:
(Domenico Bernini, figlio di Gian Lorenzo)
Profondamente colpito da L'inondazione del Tevere, l'ambasciatore del duca di Modena commentò che «ci furono tre scene da far stupire tutto l'universo» e che Bernini «solo sa praticare opere tali e non tanto per la qualità delle macchine, quanto per il modo di far recitare». Altra commedia berniniana, pervenutaci in stato frammentario, è La fontana di Trevi.
In qualità di scenografo Bernini fu molto attivo anche nella produzione di apparati effimeri per feste e commemorazioni laiche e religiose, alcune delle quali divennero rapidamente leggendarie per l'effetto strabiliante che ebbero sulla popolazione della Roma del tempo. Tra queste, sbalorditivo, anche per i giochi pirotecnici approntati da Bernini per l'occasione, fu l'allestimento dei festeggiamenti tenutisi a Roma nel 1661, a Trinità dei Monti, per la nascita del Delfino di Francia.

### La bottega di Bernini
Nel corso della sua carriera Bernini sviluppò notevoli competenze organizzative e gestionali, richieste dato il cospicuo numero di committenze al quale si trovò a carico, e le peculiari caratteristiche dei suoi lavori. Le opere berniniane, infatti, presentavano un'integrazione tra scultura, pittura e architettura che presupponeva l'aiuto di collaboratori e discepoli, malgrado molto spesso le committenze richiedessero che l'opera ordinata fosse autografa dell'artista («di propria mano», concetto alquanto aleatorio che però consentiva anche una semplice soprintendenza).
Bernini, insomma, veniva assistito nel suo lavoro da un concorso di aiuti e discepoli, in una bottega che però non aveva un organico permanente: tra gli assistenti certamente figuravano il padre Pietro e il fratello Luigi, cui Gian Lorenzo spesso delegava l'esecuzione delle parti meno impegnative dell'opera. Al di là dei parenti, in ogni caso, la cerchia di Bernini contava anche scultori come Andrea Bolgi, Paolo Naldini, Giulio Cartari e Antonio Raggi, che garantivano una cooperazione piuttosto continuativa, o presenze più saltuarie come Ercole Ferrata.
La peculiarità della bottega del Bernini era il rapporto tra i vari collaboratori: non vi era una passiva subordinazione, come in diversi laboratori del tempo; al contrario i diversi aiutanti, malgrado il divario tra le differenti personalità, lavoravano in una tale sintonia e coesione d'immagine che spesso le singole mani sono riconoscibili solo analizzando i dati d'archivio.

## L'uomo Bernini: descrizione fisica e carattere

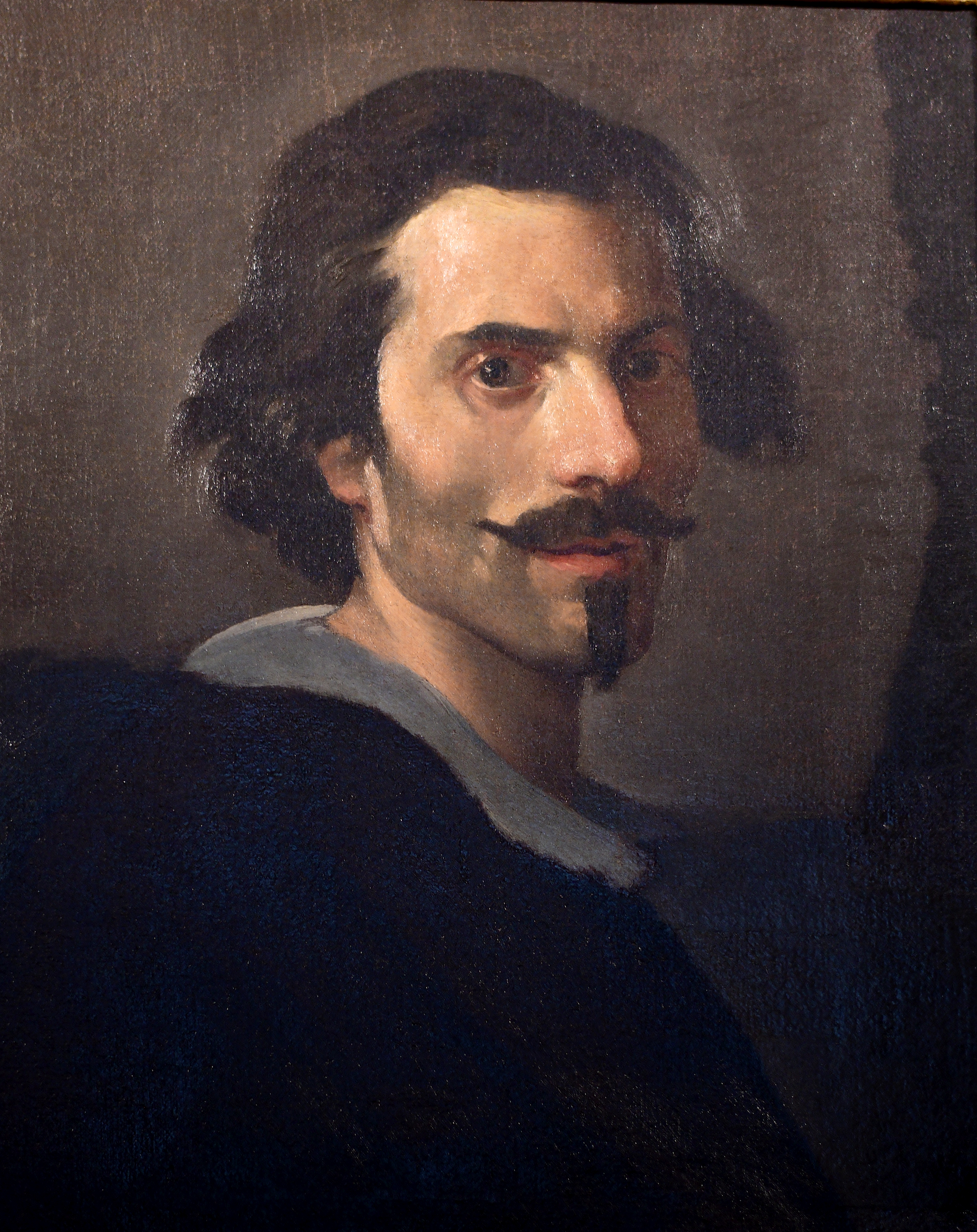
Gian Lorenzo Bernini, Autoritratto (tra il 1630 e il 1635); Galleria Borghese, Roma

Paul Fréart de Chantelou fu il compagno e l'interprete del Bernini durante il soggiorno in Francia; visse con l'artista in contatto quasi quotidiano e registrò gesti, azioni e pensieri del Bernini nel Journal de voyage du Cavalier Bernin en France. In quest'opera, Chantelou ci offre un ritratto fisiognomico e caratteriale del Bernini assai dettagliato:
(Paul Fréart de Chantelou)
Dalla testimonianza di Chantelou, ma anche dai molteplici ritratti, sappiamo dunque che Bernini era di media altezza, piuttosto esile, di carnagione bruna e di capelli neri fluenti, divenuti bianchi e meno abbondanti con la vecchiaia; le sopracciglia erano lunghe e folte, e la fronte era ampia, «incavata al centro e lievemente rilevata sopra gli occhi».
Aveva un temperamento sanguigno, con un ardore e un entusiasmo che non di rado si tramutavano in scatti di collera e ira, come testimoniato da Domenico Bernini, figlio dell'artista, che descrisse il padre come «aspro di natura, fisso nelle operazioni, ardente nell'ira». Secondo il giudizio dello storico dell'arte settecentesco Francesco Milizia, infatti, Bernini era focoso, iracondo e fiero di sguardo, ma anche cordiale, caritatevole e nemico dell'invidia e della maldicenza; il poeta Fulvio Testi, invece, ne esaltò l'intelligenza brillante e vivace, definendolo «uomo da far impazzire le genti».
La poliedrica personalità del Bernini era contrassegnata anche da una particolare inclinazione per la burla. Uno degli episodi più famosi, rivelatori di questa sfaccettatura del suo carattere, si verificò durante la realizzazione della Fontana dei Quattro Fiumi. A Roma incominciò infatti a diffondersi la voce che l'opera non avrebbe retto al peso dell'obelisco appostovi e che vi era l'imminente pericolo che crollasse. Un giorno il Bernini si recò sul luogo e con aria serissima annodò all'obelisco dei sottili fili di lana che fissò con un chiodo alle pareti di alcuni edifici di Piazza Navona, ostentando poi soddisfazione e sollievo per aver messo in sicurezza la fontana, ovviamente beffandosi, con acuta ironia, dei suoi critici.